# Goetzenbruck
Goetzenbruck é uma comuna francesa na região administrativa do Grande Leste, no departamento de Mosela. Estende-se por uma área de 8.12 km², e possui 1.510 habitantes, segundo o censo de 2018, com uma densidade de 190 hab/km².